# Vincenzo Fadiga
Vincenzo Fadiga (XVIII secolo – XIX secolo) è stato uno scultore italiano.

## Biografia
Figlio di Domenico, del quale ereditò la bottega, seguì le orme paterne ma è meno noto rispetto al padre. Si ipotizza sia il di lui figlio poiché è anche noto come "Vincenzo Fadiga di Domenico" in un documento che lo segnala come uno dei testimoni chiamati per la ricognizione della salma di Jacopo Sansovino, in data 2 giugno 1807. Si sa che verso il 1821 lavorò nella Basilica di San Marco e regalò al seminario patriarcale di Venezia l'opera Incoronazione della Vergine e angeli suonatori di Bartolomeo Bono, prima sita nella chiesa di Santa Maria della Carità, a livello del portale. Lavorò nel Palazzo Ducale di Venezia prima sotto la direzione di Giuseppe Borsato, poi sotto gl'ingegneri Sanfermo e Pigazzi, spesso in collaborazione con Padovan e Cerin. La sua opera più cospicua è stata la ristrutturazione della Porta della Carta. Nel 1842 lavora alla ristrutturazione di alcuni capitelli delle logge al pianterreno.